# Henry Cowell
Henry Dixon Cowell, né le 11 mars 1897 à Menlo Park (Californie) et mort le 10 décembre 1965 à Shady, dans l'État de New York, est un compositeur, pianiste, théoricien, professeur, éditeur et imprésario américain. Sa contribution au monde de la musique a été résumée par Virgil Thomson, qui écrit au début des années 1950:

« La musique d'Henry Cowell couvre un éventail large de techniques d'expression plus que celle de tout autre compositeur vivant. Ses expériences ont commencé il y a trois décennies dans le rythme, l'harmonie, et les sonorités instrumentales qui étaient considérées alors par beaucoup comme  sauvages. Aujourd'hui, ils sont la Bible des jeunes musiciens et aussi, des conservateurs, "avancées ."... Aucun autre compositeur de notre temps, n'a produit un corpus d'œuvres si radical et si normal, si pénétrant et si compréhensif. Ajoutez à cette production massive sa longue et influente carrière de pédagogue, et les réalisations d'Henry Cowell  sont en effet impressionnantes. Il n'y a rien de comparable. Il est donné à peu de monde d'être à la fois fécond et droit. »

## Jeunesse
Né dans la région rurale de Menlo Park, en Californie, de deux écrivains bohèmes − son père, un immigrant irlandais, et sa mère, une ancienne institutrice, avaient quitté l'Iowa −, Cowell présente de précoces talents musicaux et commence à jouer du violon à l'âge de cinq ans. Après le divorce de ses parents en 1903, il est élevé par sa mère, Clarissa Dixon, auteur du premier roman féministe Janet and Her Dear Phebe. Son père, avec qui il a maintenu des contacts, l'initie à la musique irlandaise qui sera la pierre de touche de son œuvre tout au long de sa carrière. Quoique n'ayant reçu aucune éducation musicale formelle (et peu de scolarité de quelque nature en dehors de l'éducation que lui donne sa mère), il commence à composer au milieu de son adolescence.
À l'été 1914, Cowell écrit des œuvres réellement individualistes, dont la répétitive Anger Dance (à l'origine Mad Dance). Dans un commentaire enregistré pour Folkways en 1963, Cowell décrit l'inspiration de la pièce : Anger Dance a été composée à un moment où j'avais été très agacé par le fait qu'un médecin auquel j'avais montré une fracture à la jambe avait estimé qu'elle devrait être coupée immédiatement. Ce avec quoi je n' étais pas du tout d'accord, et tandis qu'il le pensait encore et encore, cela me rendait de plus en plus furieux, et je revins chez moi en piétinant sur mes béquilles, alors que les premières phrases de Anger Dance traversaient mon esprit de plus en plus fort ». Le biographe de Cowell Michael Hicks (2002) décrit l'œuvre de Cowell comme l'une des plus « prescientes » et « proto-minimalistes » (p. 60). La pièce, en termes de structure, anticipe les procédés du minimalisme, et une interprétation par Steffen Schleiermacher de 1993 en fait ressortir les caractères à la fois jazzy et métronomique, d'une manière qui révèle sa parenté avec le travail de Steve Reich. Mais dans son enregistrement de 1963, Cowell exprime un tourment, par le biais de tempi irréguliers et d'une dynamique ambivalente (tous clairement déterminés), qui donne à Anger Dance un caractère très différent du travail des minimalistes américains.

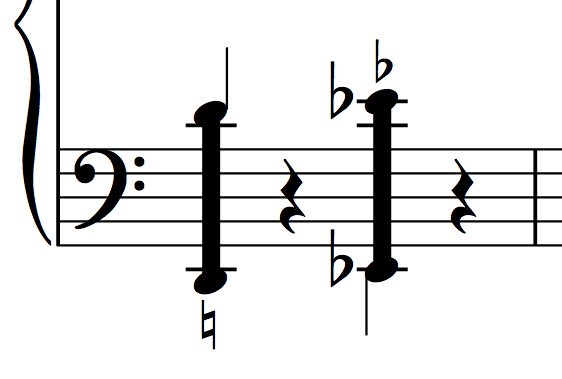
Deux exemples de notation de clusters sur une partition d'Henry Cowell

À l'automne, l'autodidacte Cowell est admis à l'Université de Berkeley Californie, en tant que protégé de Charles Seeger. Il étudie l'harmonie entre autres auprès de Seeger et de Edward Griffith, et de Stricklen Wallace Sabin pour le contrepoint. Après deux ans à Berkeley, Cowell poursuit des études à New York, où il rencontre le compositeur pianiste futuriste Leo Ornstein. Encore adolescent, Cowell écrit la pièce pour piano Dynamic Motion (1916), première œuvre importante à explorer les possibilités des clusters. Elle exige du pianiste d'utiliser les deux avant-bras pour jouer massivement des accords plaqués, et implique de tenir enfoncées sans les faire sonner les touches du clavier pour étendre et intensifier ses harmoniques consonantes et dissonantes.
À son retour en Californie Cowell devient membre d'une communauté théosophique à Halcyon, dirigé par le poète irlandais John Varian, qui alimente l'intérêt de Cowell pour la culture populaire irlandaise et sa mythologie. En 1917, Cowell écrit la musique pour une production scénique de Varian The Building of Banba; le prélude qu'il compose, The Tides of Manaunaun, avec son riche cluster évocateur, deviendra la plus célèbre et la plus jouée des œuvres de Cowell. Plus tard, Cowell affirma que le morceau avait été composé autour de 1912 (et Dynamic Motion en 1914), dans une tentative évidente de faire passer ses innovations pour plus précoces qu'elles ne l’étaient.

## Début de carrière

### Pionnier de la musique moderne
Au début des années 1920, Cowell fait une tournée en Amérique du Nord et en Europe comme pianiste, jouant ses propres œuvres expérimentales, explorations originales de l'atonalité, de la polytonalité, et la polyrythmie, et des modes non occidentaux. Il fait une telle impression avec sa technique du cluster que Béla Bartók lui demande l'autorisation de l'adopter. Une autre méthode inventée par Cowell, dans des pièces tels que Aeolian Harp (1923), est ce qu'il a baptisé le string piano. Plutôt que d'utiliser le clavier pour jouer, le pianiste parvient à l'intérieur de l'instrument à manipuler les cordes directement en pinçant, en balayant, ou d'autres manipulations. Les essais de Cowell dans les techniques du string piano ont été les principales sources d'inspiration du piano préparé développé par John Cage. Dans ses premières musiques de chambre, comme le Quatuor romantique(1915-17) et le Quatuor Euphometric  (1916-19), Cowell innove dans son approche de la composition avec ce qu'il appelle l'« harmonie rythmique » : « Les deux quatuors sont polyphoniques et mélodiques, et chaque ligne mélodique a son propre rythme » ; il explique : « Même le canon, dans le premier mouvement du quatuor romantique, a différentes longueurs de note pour chaque voix. ».
En 1919, Cowell commence la rédaction de New Musical Resources, qui sera finalement publié après d'importantes révisions en 1930. Mettant l'accent sur la variété des innovations dans les concepts rythmiques et harmoniques qu'il emploie dans ses compositions (et d'autres qui étaient encore entièrement spéculatifs), il aura durant des décennies une forte influence sur la musique expérimentale d'avant-garde aux États-Unis. Conlon Nancarrow, par exemple, fait référence à cet ouvrage quelques années plus tard comme étant « la plus grande influence dans tout ce que j'ai lu en musique.».
L'intérêt de Cowell pour l'harmonie rythmique, tel qu'il en discute dans New Musical' Ressources, le conduit en 1930 à commander à Léon Theremin l'invention du Rhythmicon, ou Polyrhythmophone, un instrument à clavier transposable capable de jouer des notes dans des périodes rythmiques proportionnelles à une série harmonique dans une fréquence fondamentale de son choix. La première boite à rythme électronique, avec un système de production du son basé sur un photo-récepteur proposé par Cowell (et non par Theremin, comme certaines sources l'ont affirmé à tort), peut produire jusqu'à seize différentes unités rythmiques en même temps, avec en option des syncopes. Cowell a écrit plusieurs compositions originales pour l'instrument, y compris un concerto avec orchestre, et Theremin construisit deux autres modèles. Cependant, le Rhythmicon sera pratiquement oublié jusqu'aux années 1960, lorsque le producteur de musique pop progressive Joe Meek l'expérimenta pour ses inventions rythmiques.
Cowell poursuivit son approche radicale de composition vers le milieu des années 1930, avec des pièces pour piano qui demeurent le cœur de sa production. Les œuvres importantes de cette époque sont The Banshee (1925), nécessitant de nombreux modes de jeu tels que les pizzicatos et le balayage et le grattage des cordes, et Tiger (1930), essentiellement constitué de clusters et inspiré par le poème de William Blake The Tyger. La réputation de Cowell auprès du public fut principalement basée sur sa technique pianistique : un critique du San Francisco News écrit en 1932, en se référant au fameux tone cluster de Cowell, que « c'est probablement la plus surprenante et originale contribution d'un Américain au domaine de la musique ».
Prolifique compositeur de mélodies (il en écrira plus de 180 au cours de sa carrière), Cowell retourne en 1930-31 à son Aeolian Harp, en l'adaptant comme accompagnement d'un poème de son père qu'il met en musique How Old Is Song?. Il ajoute à son importante œuvre de musique de chambre des morceaux comme Adagio for Cello and Thunder Stick (1924), qui explore une instrumentation inhabituelle et d'autres qui sont encore plus progressifs : Six Casual Developments (1933), pour clarinette et piano, sonne à la manière d'une œuvre de Jimmy Giuffre telle qu'il en composera trente ans plus tard. Son Ostinato Pianissimo (1934) le situe à l'avant-garde dans l'écriture musicale pour ensemble de percussions. Il crée de puissantes pièces pour grands ensembles au cours de cette période, telle que le Concerto pour piano et orchestre (1928) - avec ses trois mouvements, Polyharmony, Tone Cluster, et Counter Rhythm - et la Sinfonietta (1928), dont le scherzo fut dirigé par Anton Webern à Vienne.
Au début des années 1930, Cowell commence à se consacrer sérieusement à la musique aléatoire, donnant le choix aux interprètes de déterminer les éléments principaux d'une partition. Il est possible que Cowell ait déjà touché à une forme plus fantaisiste de musique aléatoire. Le livret du CD Folkways Henry Cowell: Piano Music, écrit en 1963 et révisé en 1993, affirme que chaque partie de phrase de Anger Dance "peut être répétée de nombreuses fois, en fonction de la colère que le joueur est en mesure de sentir. Pour Advertisement (1917, et non 1914) -que Cowell appelle «une satire sur la nature tapageuse du matraquage publicitaire » (piste 20 / 2:14 -2:20) - il est également dit qu' « il y a une section qui peut être répétée pour souligner l'absurdité, autant de fois que l'artiste le désire ». Nicholls (1991) indique qu'en fait, la partition de Anger Dance « donne des instructions précises sur le nombre de répétitions des fragments musicaux qui doivent être indiqués » (p. 167). Il observe toutefois que Cowel, dans son propre enregistrement de la pièce, répète certaines phrases au-delà du nombre spécifié. Une de ses œuvres de chambre majeures, le Quatuor Mosaïque (Quatuor à cordes no 3) (1935), est ordonnée comme une suite de cinq mouvements sans ordre prédéterminé.

### Ultra-modernisme et chef de file de l'avant-garde
Cowell fut la figure centrale d'un cercle de compositeurs d'avant-garde incluant ses confrères et amis Carl Ruggles et Dane Rudhyar, ainsi que Leo Ornstein, John Becker, Colin McPhee, Edgard Varèse, et Ruth Crawford Seeger, qui convaincra Charles Seeger de la prendre comme élève (et avec qui elle se mariera). Cowell et son cercle sont parfois mentionnés par la dénomination d'« ultra-modernistes », une mention dont la définition est variable et l'origine floue (elle a aussi été appliquée à des compositeurs en dehors de ce cercle, tel George Antheil et ses disciples comme Nancarrow); Virgil Thomson les désignait comme « les chercheurs en rythmique ». En 1925, Cowell fonde la New Music Society, dont l'une des principales activités était d'organiser des concerts pour faire connaître la musique du groupe et des sympathisants comme Wallingford Riegger et Arnold Schoenberg, qui demanda à Cowell de jouer ses œuvres pour sa tournée européenne. En 1927, Cowell fonde la revue New Music, qui publie de nombreuses et importantes partitions modernes sous sa direction, provenant des ultramodernes, ainsi que de représentants d'autres courants musicaux, y compris Ernst Bacon, Otto Luening, Paul Bowles, et Aaron Copland. Avant la publication du premier numéro, il sollicite la participation d'un compositeur inconnu à l'époque, qui allait devenir l'un de ses plus proches amis, Charles Ives. D'importantes œuvres d'Ives sont publiées pour la première fois dans la revue par Cowell incluant la Comedy de la quatrième symphonie, Fourth of July, 34 Songs, et 19 Songs ; en retour, Ives procura un soutien financier pour plusieurs projets de Cowell (y compris quelques années plus tard pour la revue elle-même). Plusieurs œuvres publiées par Cowell devinrent aussi accessibles par leurs diffusions au disque, avec le label qu'il crée en 1934, New Music Recordings.

### Emprisonnement
Cowell, qui était bisexuel, fut arrêté et condamné pour raison « morale » en 1936. Condamné à un emprisonnement de dix ans et demi, il en passera quatre dans la prison d’État de San Quentin. Il y enseigne alors à ses codétenus, dirige l’orchestre de la prison, et continue d’écrire de la musique à son rythme prolifique coutumier, produisant près d’une soixantaine de compositions, dont deux pièces majeures pour ensemble de percussions : Oriental-toned Pulse (1939) et son mémorable et funèbre Return (1939). Il poursuit également ses expériences dans la musique aléatoire : pour les trois mouvements de Amerind Suite (1939), il en écrit cinq versions, chacune plus difficile que la précédente. Les interprètes de cette pièce sont invités à jouer simultanément deux ou même trois versions d'un même mouvement sur des pianos différents. Dans la Ritournelle (Larghetto and Trio) (1939) pour la pièce de danse Marriage at the Eiffel Tower, jouée à Seattle, il a exploré ce qu'il a appelé la forme «élastique». Les vingt-quatre mesures du Larghetto et les huit du Trio sont chacune modulable, bien que Cowell offre quelques suggestions, chacune, hypothétiquement, pouvant être comprise ou non, et jouée une fois ou bien plusieurs fois, permettant à la pièce de s'étirer ou de se contracter à la volonté de l’exécutant : le but pratique étant de donner une liberté chorégraphique pour ajuster la durée et le caractère de cette pièce de danse sans les contraintes habituelles imposées par une composition musicale préécrite.
Cowell a contribué au projet de la Eiffel Tower à la demande de Cage, qui ne fut pas le seul à soutenir son ami et son ancien professeur. La cause « Cowell » avait ainsi été défendue par des compositeurs et musiciens à travers tout le pays, bien que quelques-uns, y compris Charles Ives, avaient rompu leur contact avec lui. Cowell fut finalement libéré sur parole en 1940 ; il déménage alors sur la côte est et l'année suivante épouse Sidney Hawkins Robertson (1903-1995, sous le nom de Sidney Robertson Cowell), éminente professeur en folk music et qui avait contribué à gagner sa liberté. Cowell fut gracié en 1942.

### Fin de carrière
Malgré le pardon qui lui aura permis de travailler à l'Office of War Information (créant des émissions radiophoniques pour diffusion à l'étranger) cette arrestation, son incarcération et sa notoriété ternie eurent un effet dévastateur sur Cowell. Conlon Nancarrow, le rencontrant pour la première fois en 1947, a rapporté que «…l'impression que j'en ai eu, c'est qu'il était une personne terrifiée, avec le sentiment de « qu’est-ce qu’ils vont faire de lui ». Cette épreuve a eu de lourdes conséquences sur sa musique. Peu après sa sortie de Saint-Quentin, son écriture compositionnelle devint remarquablement plus conservatrice, avec des rythmes plus simples et un langage harmonique plus traditionnel. Beaucoup de ses œuvres ultérieures sont basées sur la musique folk américaine, comme la série de dix-huit Hymnes et Fuguing Tunes (1943-1964); la musique folklorique avait certainement joué un rôle dans un certain nombre de compositions d'avant-guerre, mais les transformations provocatrices qui avaient été sa signature sont maintenant en grande partie abandonnées. Et, comme Nancarrow l’a observé, il y eut aussi d'autres conséquences, à la suite de l'emprisonnement de Cowell : « … Bien sûr, après cela, politiquement, il a gardé un silence total. Il avait été aussi, avant, bien plus radical, politiquement ».
Sans n’être plus un artiste aussi radical, Cowell a néanmoins conservé un penchant transgressif et a continué d'être un chef de file (avec Harrison et McPhee) dans l'intégration des idiomes musicaux non-occidentaux, comme dans Ongaku, aux accents japonais (1957), la symphonie n ° 13 , "Madras" (1956-58) (dont la première eut lieu dans la ville du même nom), et un hommage à l'Iran (1959). Ses plus convaincantes et poignantes mélodies datent de cette époque, y compris Music I Heard (sur un poème de Conrad Aiken, 1961) et Firelight and Lamp (sur un poème de Gene Baro, 1962). En dépit de sa rupture avec Ives, Cowell, en collaboration avec sa femme, écrivit la première grande étude sur la musique de Ives et a apporté un soutien crucial à Harrison comme ancien élève, champion de la redécouverte de Ives. Cowell reprit l'enseignement - Burt Bacharach, JH Kwabena Nketia, et Irwin Swack ont été parmi ses élèves d'après-guerre - et fut consultant pour Folkways Records pendant plus d'une décennie dès le début des années 1950, écrivant et publiant des notes dans les collections comme Music of The World’s Peoples (Musique des peuples du monde) (1951-1961) ; il a également animé une émission de radio du même nom)[30] et pour Primitive Music of the World (1962). En 1963, il a enregistré, en de vivifiantes et instructives exécutions, vingt de ses pièces pour piano en un album, Folkways. Peut-être libéré par le passage du temps et par son grand âge aussi, dans ses dernières années, Cowell produisit de nouveau un certain nombre d'œuvres impressionnantes par leur individualisme[Quoi ?], comme Thesis (symphonies no  15, 1960 et no 26 les Simultaned Mosaics (1963).
Cowell fut élu à l'American Institute of Arts and Letters en 1951. Il meurt le 10 décembre 1965 à Shady, petit hameau dans le comté d'Ulster, dans l’État de New York, après une série de maladies.

## Autres lectures
- Carwithen, Edward R. (1991). Henry Cowell: Composer and Educator. Ph.D. dissertation, University of Florida, Gainesville.
- Cowell, Henry, and Sidney Cowell (1981 [1955]). Charles Ives and His Music. New York: Da Capo.  (ISBN 0-306-76125-4)
- Cowell, Henry (1996 [1930]). New Musical Resources. Annotated, with an accompanying essay, by David Nicholls. Cambridge, New York, and Melbourne: Cambridge University Press.  (ISBN 0-521-49974-7)
- Cowell, Henry (2002). Essential Cowell: Selected Writings on Music. Edited, with an introduction, by Dick Higgins. Preface by Kyle Gann. Kingston, N.Y.: McPherson.  (ISBN 0-929701-63-1)
- Galván, Gary (2006). “Cowell in Cartoon: A Pugilistic Pianist’s Impact on Pop Culture.” Hawaii International Conference on Arts and Humanities, January 11–14, 2006, Conference Proceedings. ISSN 1541-5899
- Galván, Gary (2007). Henry Cowell in the Fleisher Collection. Ph.D. dissertation, University of Florida, Gainesville.
- Johnson, Steven (1993). "Henry Cowell, John Varian, and Halcyon." American Music (spring).
- Saylor, Bruce (1977). The Writings of Henry Cowell: A Descriptive Bibliography. Brooklyn, N.Y.: Brooklyn College Institute for Studies in American Music.  (ISBN 0-914678-07-8)

## Discographie

### Enregistrés par Cowell
- Henry Cowell: Piano Music — dix-neuf de ses compositions pour piano : Aeolian Harp And Sinister Resonance, Anger Dance, Dynamic Motion, Encore To Dynamic Motion (1. What's This, 2. Amiable Conversation, 3. Advertisement, 4. Antimony), Exultation, Fabric, Fairy Answer, Harp Of Life, Jig, Lilt Of The Reel, Snows Of Fujiyama, The Banshee, The Tides Of Manaunaun, The Trumpet Of Angus Og, The Voice Of Lir, Tiger. La dernière plage, de treize minutes, commentant chaque pièce (1951 - LP Circle Records L-51-101, LP Folkways Records FM 3349, CD Smithsonian Folkways 40801)

### Autres enregistrements
Piano
- The Bad Boys!: George Antheil, Henry Cowell, Leo Ornstein, Anger Dance, The Tides of Manaunaun, et Tiger - Steffen Schleiermacher, piano (13-14 novembre 1993 - Hathut Records HATCD 6144)
- New Music: Piano Compositions by Henry Cowell, Dynamic Motion, The Tides of Manaunaun, Aeolian Harp et Tiger - Chris Brown, Sorrel Hays, Joseph Kubera et Sarah Cahill, piano (février 1997 - New Albion Records NA 103)

Chambre, vocale, anthologie
- Dancing with Henry, deux versions de Ritournelle (Larghetto) - Josephine Gandolfi, piano, California Parallèle Ensemble, Dir. Nicole Paiement (Mode 101)
- Henry Cowell: Mosaic, Quartet Romantic, Quartet Euphometric, Mosaic Quartet (Quatuor à cordes no 3), Return, Quatuor pour flûte, hautbois, violoncelle et harpe et trois versions de 26 Simultaneous Mosaics - Quatuor à cordes du Colorado et Musicians Accord (1999 - 2CD Mode 72/73)
- Songs of Henry Cowell, How Old Is Song?, Music I Heard et Firelight and Lamp - Mary Ann Hart (mezzo-soprano), Robert Osborne (baryton-basse), Jeanne Golan (piano) (Albany–Troy 240)
- Henry Cowell: A Continuum Portrait, Vol. 1 Œuvres solo, de chambre, vocales et pour grand ensemble - Ensemble Continuum (Marilyn Dubow et Mark Steinberg, violons ; Raymond Murcell, baryton ; David Kraklauer, clarinette ; Gordon Gottlieb, percussion ; Joel Sachs, tambour persan), Dir. et piano, Cheryl Seltzer et Joel Sachs (Vol. 1, Naxos 8.559192 - Vol. 2, Naxos 8.559193)

Orchestre et concerto
- American Piano Concertos : Henry Cowell, Concerto for Piano and Orchestra, Sinfonietta, The Tides of Manaunaun et d'autres pièces pour piano - Stefan Litwin (piano), Orchestre Symphonie de la radio de Saarbrücke, Dir. Michael Stern (1999 - Col Legno WWE 20064)
- Henry Cowell : Persian Set — comprend Hymn and Fuguing Tune No. 2 - Manhattan Chamber Orchestra, Dir. Richard Auldon Clark (1993 - Koch 3-7220-2 HI)
- Henry Cowell, Ongaku et Thesis (Symphonie no 15) - Louisville Orchestra, Dir. Robert S. Whitney et Jorge Mester (First Edition 0003)
- American Mavericks, Synchrony, Concerto pour piano, HC 440 – Jeremy Denk (piano), San Francisco Symphony, Dir. Michael Tilson Thomas et des œuvres de Lou Harrison et Edgard Varèse (mars 2012 - SACD Avie SFS Media SFS0056).

## Liens contextuels
- Musique classique des États-Unis
- Musique postmoderne